# 宮原義照
宮原義照（1576年—1602年2月3日），安土桃山時代至江戶時代初期的武將。江戶幕府旗本。本姓源氏。家系是清和源氏之一、足利氏流。鎌倉公方足利基氏後代。父親是上杉義勝（足利義勝）。通稱勘五郎。

## 生平
在天正4年（1576年）出生，家中長男。祖父是足利晴直。根據『寬政重修諸家譜』，此家由義照開始自稱宮原氏。天正18年（1590年），與德川家康見面，被賜予下野國足利郡內1千4十石，並免除諸役。天正19年（1591年），把居所從上總國宮原移至足利郡駒場村。慶長5年（1600年），在關原之戰中，跟隨德川秀忠參加進攻上田城。在慶長7年（1602年）1月10日死去。享年27歲。法號照公。
沒有正室和子女，並迎弟弟義久為養子。